# Île Saint-Louis (Yvelines)
Pour les articles homonymes, voir Île Saint-Louis (homonymie).
L'île Saint-Louis est une île située sur la Seine appartenant à Poissy.

## Description
L'île Saint-Louis s'étend sur plus de 760 m de longueur pour une largeur d'environ 90 m. Elle se situe face à l’usine Peugeot de Poissy et fait partie d’une zone verte non bâtie, bande de terre boisée d’une surface de 4 hectares.

## Histoire
Elle tient son nom au roi Saint Louis, natif de Poissy. À son aval existait le pont de Poissy que le roi fit construire et qui franchissait alors la Seine de Poissy à Carrières-sous-Poissy. Voie de communication importante pour le passage du bétail provenant du Vexin et de Normandie, l'activité portuaire et la pêcherie alentour, il fut détruit en 1944 jugé comme emplacement stratégique.